# استودان پوزه پیرزن
استودان پوزه پیرزن مربوط به دوره ساسانیان است و در شهرستان مرودشت، بخش سیدان، روستای فاروق واقع شده و این اثر در تاریخ ۲۲ مرداد ۱۳۸۴ با شمارهٔ ثبت ۱۳۳۲۲ به‌عنوان یکی از آثار ملی ایران به ثبت رسیده است.